# 小田原急行鉄道151形電車
小田原急行鉄道151形電車（おだわらきゅうこうてつどう151がたでんしゃ）は、1927年に小田原急行鉄道が導入した座席・荷物合造の電車である。
本項目では151形を改番したデハニ1250形、デハ1250形、デハ1300形、デニ1300形、およびクハ1350形についても解説する。

## 概要
小田原急行鉄道は1927年（昭和2年）10月15日に小田原線の全線複線化を完成させ、それと同時期に導入されたのが本形式である。
同時に121形および131形（ともに101形参照）も導入されたが、座席配置、トイレ・手荷物室の有無、および扉数が下記の通り異なっている。
- 121形 - トイレ・手荷物室なしの2扉セミクロスシート車
- 131形 - トイレ・手荷物室つきの2扉ロングシート車
- 151形 - トイレと121形より広い手荷物室つきの3扉（1扉は手荷物室専用）ロングシート車

3形式とも先行するデハ101形に準じた車両で、新宿駅から稲田登戸駅（現・向ヶ丘遊園駅）以西へ直通する長距離列車用として設計された16m級半鋼製車である。ただし、メーカーが日本車輌製造から藤永田造船所に変わり、前面が独特の平妻型形状となった。
1942年に小田急電鉄（1941年小田原急行鉄道から新発足）が東京急行電鉄（大東急）に合併されるとデハニ1250形へ改番され、1946年には荷物室を廃しデハ1250形となった。
その後、1948年に東京急行電鉄から新生・小田急電鉄が分離独立するとデハ1250形も小田急電鉄へ引き継がれ、1950年に行なわれた分離独立後の改番でデハ1300形となった。
1956年には、老朽化の著しかった2両が電装解除されクハ1350形となった。また、同年1400形（旧201形）から1両が更新の上、デハ1300形に加わった。
デハ1300形は、小田急の電車としては最後まで両運転台車両として存置され、他のHB形制御方式の車両（HB車）が全廃された後も廃車にはならず、荷物車代用として活用された。1969年には正式に荷物車デニ1300形に車種変更され、1984年の荷物輸送全廃まで使用された。
また、クハ1350形は1959年に更新され、1400形と同形態の車体となったが、1968年に2両とも廃車された。

## 車体
車体長は15.2m、片開き扉を3箇所に配した半鋼製車体である。側面窓は下降窓（落とし窓）で、日よけとしてよろい戸が装備されていた。正面は丸みを帯びておらずフラットな状態となっており、貫通扉が設置されていた。乗務員扉は運転席側には設置されていなかった。
集電装置は新宿側に装備されていた。

### 車内
室内灯は白熱灯であった。車内内壁、扉脇の座席の袖仕切り、床などに木製部品が多用されていた。
扉間はロングシートを設け、客室の小田原側の半分以上を手荷物室とした。便所は手荷物室の中、小田原側の扉の脇に設置された。
運転台は左側にあり、客室とは真鍮製のパイプ（H形ポール）で、手荷物室とは内壁で区分されていた。

## 主要機器
主電動機は125HP（英馬力）のMB-146-A形を4基搭載した。
制御装置は三菱電機のHB形制御方式で、これはHL形制御装置の動作電源を低圧電源 (100V) に変更したものである。制動装置はAMM-C形自動空気ブレーキを装備した。台車は住友金属工業製のKS30Lを使用したが、後年クラスプ式（両抱え式踏面ブレーキ）に改造し、台車形式もKS30Laと変更された。

## 沿革

### 創業期
121形・131形とともに増備された。101形・121形・131形よりも広い手荷物室を備えていたが、1934年には手荷物室の面積を縮小するとともにトイレを撤去した。他の車両も含めて、手荷物輸送の需要はほとんどなかったのである。
1942年には東急に合併したことから形式がデハニ1250形に変更され、全車両が改番された。車両番号は元の番号に1100を加算したもので、例えばモハニ151はデハニ1251となった。なお、本形式は東急では唯一の荷物合造車であったが、1946年に収容力増加を図るために手荷物室を撤去し、定員を20人増加させるとともに、形式をデハ1250形に変更した。

### 戦後
1950年にはデハ1300形へ改番された。さらに、1956年には車体の老朽化が著しかったデハ1304（モハニ154）・デハ1305（モハニ155）の2両が制御車化され、クハ1351・クハ1352となった。
1959年から1960年にかけて更新修繕が行なわれたが、この時にデハ1301（モハニ151）・デハ1302（モハニ152）・デハ1303（モハニ153）については両運転台のまま存置された。車体構造は大幅に変更され、客用扉は2扉となったが1,500mm幅の両開き扉に変更、側面窓も下降窓から開口部の大きいアルミサッシの2段上昇式に変更された。室内についてもライトグリーンのデコラ板張りとし、室内灯は直流蛍光灯とされた。さらに、屋根上もビニール張りとなり、通風器もガーランド式から押し込み式に変更されるなど、印象は大きく変わることになった。
さらに、1400形（旧モハ201形）のうち1両だけ更新対象外とされ、1956年にデハ1310形へ改番されたデハ1311（モハ206）も同一の形態に更新された上で正式に本形式に編入され、デハ1304（2代）となった。
一方、クハ1351・クハ1352についても更新修繕を受けたが、こちらは1400形に準じた様式に変更された。客用扉を2か所にしたのは同様であるが片開き扉のまま、側面窓も下降窓のままであり、デハ1300形とは全く印象が異なるものになった。
HB車の更新修繕が終了すると、デハ1300形はHB車では唯一の両運転台車両となり、ラッシュ時には増結用として使用され、日中は新聞輸送・荷物輸送にも使用されることになった。クハ1350形は新原町田以西の区間での運用が主となった。1964年には、デハ1304においてパイオニアIII形台車の試験が行なわれた。
1960年代以降の通勤輸送激化の中で、これらの2扉の小型・中型車両は使いづらいものとなってきたため、1968年9月にクハ1350形は廃車となり、新潟交通と岳南鉄道に1両ずつ譲渡された。

### デニ1300
他のHB車が淘汰された後もデハ1300形は廃車の対象とならず、増結相手のHB車がなくなったことから新聞・荷物輸送に使用されていたが、1969年10月に全車両がデニ1300形に変更された。荷物電車に改造されるにあたっては、ドアエンジンの撤去と座席のクッションを撤去し板張りにした程度で、車体はほとんど変わらなかった。なお、他のHB車全廃と前後して、台車がKS31Lに変更されている。改番は行なわれていない。
1971年3月には荷物電車の外部塗装を変更することになり、本形式も赤13号に変更された。1973年にはさらに白い帯が車体に入れられた。1975年頃には台車は2100形の廃車に伴い捻出されたFS14形台車に変更され、また主制御器も他車の発生品のABF型を改造したものに交換された。
その後も荷物電車として使用されていたが、1984年3月20日をもって小田急が鉄道荷物輸送から撤退し、さらに3月31日を最後に社用品輸送もトラックに切り替えられたことから、4両全車が使用用途を失い廃車となった。廃車後、東急車輛製造にデニ1301が譲渡され、他の3両は1984年の踏切事故訓練に使用後、2両を解体した。唯一残ったデニ1303は海老名検車区内に保管していたが、1991年3月に解体されている。

## 譲渡車両
岳南鉄道では1969年にクハ1351(もしくはクハ1352)（旧モハニ154→デハ1304）を譲り受け、同社で片運転台化し、一部電装品を他車に流用させたクハ2602として使用開始した。1979年6月にはクハ1107に形式が変更されたが、1981年7月に廃車となった。廃車後も比奈駅構内で車体が倉庫として使用されている。
新潟交通では1969年にクハ1352（旧モハニ155→デハ1305）を譲り受け、同社クハ36として使用したが、1989年12月に廃車となった。
東急車輛製造では1984年7月にデニ1301（旧モハニ151→デハ1301）を譲り受け、同社横浜製作所構内の牽引車モニ105として使用を開始したが、1993年には用途廃止となった。

## 車両一覧
- 小田原急行モハニ151→東急デハニ1251→東急デハ1251→小田急デハ1251→小田急デハ1301→小田急デニ1301→東急車輛製造モニ105
- 小田原急行モハニ152→東急デハニ1252→東急デハ1252→小田急デハ1252→小田急デハ1302→小田急デニ1302
- 小田原急行モハニ153→東急デハニ1253→東急デハ1253→小田急デハ1253→小田急デハ1303→小田急デニ1303
- 小田原急行モハニ154→東急デハニ1254→東急デハ1254→小田急デハ1254→小田急デハ1304（初代）→小田急クハ1351→岳南モハ1107→岳南クハ2602→岳南クハ1107
- 小田原急行モハニ155→東急デハニ1255→東急デハ1255→小田急デハ1255→小田急デハ1305→小田急クハ1352→新潟クハ36
- 小田原急行モハ206→東急デハ1356→小田急デハ1356→小田急デハ1406（初代）→小田急デハ1311→小田急デハ1304（2代）→小田急デニ1304

※151形は1933年以前は「モハニ」の記号がなかった。